# Desmophora
Desmophora là một chi bướm đêm thuộc họ Noctuidae.